# لوکینو ویسکونتی (فیلم)
لوکینو ویسکونتی (انگلیسی: Luchino Visconti) فیلمی به کارگردانی کارلو لیتزانی است که در سال ۱۹۹۹ به نمایش درآمد. از بازیگران آن می‌توان به کلودیا کاردیناله اشاره کرد.

## چکیده داستان
کارلو لیتزانی (۱۹۲۲–۲۰۱۳)، کارگردان و فیلمنامه‌نویس ایتالیایی، یکی از همراهان لوکینو ویسکونتی (۱۹۰۶–۱۹۷۶)، با این فیلم زندگی یکی از درخشان‌ترین کارگردانان سینمای ایتالیا را بر اساس مکان‌هایی که دوران کودکی و نوجوانیش را در آن گذرانده است، بازسازی می‌کند. پلازو ویسکونتی دی کودرونه در ویا سرویا در میلان و ویلا اربا در سرونبیو در دریاچه کومو. ویکونتی به خوبی با جامعه اشرافی که به آن تعلق داشت، آشنا بود و از این پس به انتقاد از آن ادامه داد.
این مستند همچنین اولین شهرهایی را که او در آن کار می‌کرد، نشان می‌دهد: کومو، میلان و رم، مکان‌هایی که او در آن فیلمبرداری کرد: گراند هتل گرمابه‌ها در مورد لیدلو ونیز، و کاخ نوشوانشتاین در باویر، همان اندازه با تکیه بر تصاویر آرشیوی که گفته‌های خود ویکونتی، یا دوستان و افرادی که با آنها کار می‌کرده، همراه با صحنه‌هایی از فیلم‌ها و عکس‌هایش که در جریان فیلمبرداری‌ها گرفته شده بود…

## شرکت کنندگان
به ترتیب زمانی:
- ویتوریو گاسمن: بازیگر
- برت لنکستر: بازیگر آمریکایی
- کارلو لیتزانی: کارگردان و فیلمنامه‌نویس
- ژان ماره: بازیگر فرانسوی
- جوزپه د سانتیس: کارگردان
- فرانکو زفیرلی: فیلمنامه‌نویس
- ماسیمو جیروتی: بازیگر
- لوئیجی فیلیپو دامیکو: کارگردان و فیلمنامه‌نویس
- فرانچسکو رزی: کارگردان و فیلمنامه‌نویس
- کلودیو فورجس داوانزاتی: مدیر تولید
- مارچلو ماسترویانی: بازیگر
- سوزو چکی دامیکو: فیلمنامه‌نویس
- هانس ورنر هنتسه: آهنگساز
- فرانکو مانینو: آهنگساز و رهبر ارکستر
- پیرو توسی: طراح صحنه و لباس
- کلودیا کاردیناله: بازیگر
- جوزپه روتونو: مدیر فیلمبرداری
- سیلوانا مانگانو: بازیگر
- ناتالی بیلفلت: ویراستار آلمانی
- انریکو مدیولی: فیلمنامه‌نویس